# Pulau Beras
Pulau Beras är en ö i Indonesien.   Den ligger i provinsen Sumatera Selatan, i den västra delen av landet, 300 km nordväst om huvudstaden Jakarta.